# SN 2000C
SN 2000C – supernowa typu Ic odkryta 8 stycznia 2000 roku w galaktyce NGC 2415. W momencie odkrycia miała maksymalną jasność 15,60m.